# Pyrhila pisum
Pyrhila pisum is een krabbensoort uit de familie van de Leucosiidae. De wetenschappelijke naam van de soort is voor het eerst geldig gepubliceerd in 1841 door De Haan.